# Ngọn hải đăng Kołobrzeg
Ngọn hải đăng Kołobrzeg (tiếng Ba Lan: Latarnia morska Kołobrzeg) là một ngọn hải đăng ở Kołobrzeg trên bờ biển Ba Lan thuộc vùng biển Baltic. Ngọn hải đăng ở Kołobrzeg, West Pomeranian Voivodeship; ở Ba Lan.
Ngọn hải đăng nằm ở giữa ngọn hải đăng Niechorze (khoảng 34   km về phía tây) và ngọn hải đăng Gąski (22   km về phía đông).

## Lịch sử
Ngọn hải đăng nằm ở lối vào cảng Kołobrzeg, nó nằm bên hữu ngạn sông Parsęta. Lịch sử của ngọn hải đăng Kołobrzeg bắt đầu từ năm 1666. Trong Thế chiến II, ngọn hải đăng đã bị các kỹ sư Đức phá tung vì đây là điểm nhìn tốt cho pháo binh Ba Lan vào tháng 3/1945. Sau chiến tranh thế giới thứ hai, ngọn hải đăng được xây dựng ở một vị trí hơi khác so với ban đầu, sử dụng nền móng của các tòa nhà pháo đài nằm gần thị trấn. Ngọn hải đăng cao 26 mét, với phạm vi ánh sáng xa đến 29,6 km. Năm 1981 ngọn hải đăng được cải tạo và một thấu kính có đường kính  50 cm đã được thay thế bằng một bộ bóng đèn halogen xoay. Cầu thang gỗ cũng được thay thế bằng kim loại. Bên dưới của ngọn hải đăng có một bảo tàng đá khoáng sản.

## Dữ liệu kỹ thuật
- Đặc tính ánh sáng 
  - Sáng: 1 s.
  - Tối: 2 s.
  - Chu kỳ: 3 s.

## liên kết ngoài
- Urząd Morski w Słupsku Lưu trữ ngày 17 tháng 12 năm 2019 tại Wayback Machine (tiếng Ba Lan)
- Latarnia morska (Kołobrzeg) na portalu polska-org.pl